# 武吉查卡站
武吉查卡地鐵站（英語：Bukit Chagar RTS station）是馬來西亞柔佛州新山一個計劃中的高架總站。車站將位於新山中央車站以北，並擔任新山－新加坡捷運系統的馬來西亞一端總站，預計最迟2026年12月啟用。啟用後，繁忙時段可供超過60,000額外通勤者跨過長堤，每小时单向可载一万人次。

## 歷史
武吉查卡站在2015年9月15日公眾投票舉行馬來西亞依斯干達經濟特區綜合發展計劃開放日時公佈。其餘三個選項分別為丹绒布蒂里、新山中央1及新山中央2。
2025年7月29日，武吉查卡站建筑主体结构宣告完工并举行封顶仪式，装修和外墙安装工程将于同年9月开始。
武吉查卡站將設有自己的海關和入境通關設施，不與蘇丹依斯干達大廈的現有設施共用。

## 車站周邊
現有設施：
- 新山中央车站
- 新山城中坊（Johor Bahru City Square）
- Komtar JBCC

規劃中建設：
- 查卡山綜合發展計劃（暫定名稱）
- 加冕廣場（Coronation Square）